# تیه‌را آماریا
تیه‌را آماریا (به اسپانیایی: Tierra Amarilla) یک شهرستان در شیلی است که در استان کوپیاپو واقع شده‌است. تیه‌را آماریا ۱۱٬۱۹۰٫۶ کیلومتر مربع مساحت و ۱۲٬۸۹۸ نفر جمعیت دارد و ۴۹۷ متر بالاتر از سطح دریا واقع شده‌است.